# デクスター・ローレンス
デクスター・ローレンス2世（Dexter Lawrence II, 1997年11月12日 - ）は、アメリカ合衆国ノースカロライナ州ウェイクフォレスト出身のプロアメリカンフットボール選手。NFLのニューヨーク・ジャイアンツに所属している。ポジションはディフェンシブタックル。

## 経歴

### カレッジ
クレムソン大学に進学し、1年目の2016年シーズンに55タックル、5.5サックを記録。同大学の新人最多サック記録を更新し、ACCの守備部門最優秀新人賞を受賞した。このシーズン、チームはCFPナショナルチャンピオンシップで優勝した。

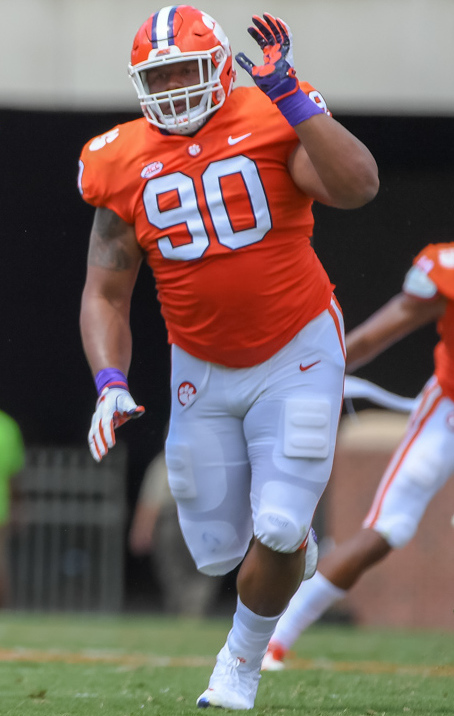
クレムソン大学でのローレンス
(2018年)

3年目の2018年シーズンはレギュラーシーズン終了後に禁止薬物の使用が発覚して出場停止処分を受け、プレーオフの試合に出場できなかった。なお、チームは2年ぶりとなるCFPナショナルチャンピオンシップ優勝を果たした。このシーズン終了後に2019年のNFLドラフトへアーリーエントリーした。

#### 個人成績
| クレムソン | クレムソン | クレムソン | クレムソン | クレムソン | クレムソン | クレムソン | クレムソン | クレムソン     | クレムソン     | クレムソン     | クレムソン     | クレムソン     | クレムソン | クレムソン | クレムソン | クレムソン |
| シーズン   | 学年       | 試合       | タックル   | タックル   | タックル   | タックル   | タックル   | インターセプト | インターセプト | インターセプト | インターセプト | インターセプト | ファンブル | ファンブル | ファンブル | ファンブル |
| シーズン   | 学年       | 試合       | Solo       | Ast        | Cmb        | TfL        | Sck        | Int            | Yds            | Avg            | TD             | PD             | FR         | Yds        | TD         | FF         |
| ---------- | ---------- | ---------- | ---------- | ---------- | ---------- | ---------- | ---------- | -------------- | -------------- | -------------- | -------------- | -------------- | ---------- | ---------- | ---------- | ---------- |
| 2016       | 1          | 14         | 22         | 40         | 62         | 8.5        | 6.5        | 0              | 0              | 0.0            | 0              | 1              | 2          | 0          | 0          | 0          |
| 2017       | 2          | 11         | 13         | 20         | 33         | 2.5        | 2.0        | 0              | 0              | 0.0            | 0              | 0              | 0          | 0          | 0          | 1          |
| 2018       | 3          | 13         | 15         | 21         | 36         | 7.0        | 1.5        | 1              | 0              | 0.0            | 0              | 3              | 1          | 0          | 0          | 0          |
| 通算       | 通算       | 38         | 50         | 81         | 131        | 18.0       | 10.0       | 1              | 0              | 0.0            | 0              | 4              | 3          | 0          | 0          | 1          |

### ニューヨーク・ジャイアンツ
ドラフト前に行われたコンバインの40ヤード走で左足を痛めた。
迎えたドラフトでは全体17位でニューヨーク・ジャイアンツから指名され、その後ルーキー契約を結んだ。ジャイアンツは直前にクリーブランド・ブラウンズとのトレードでこの指名権を獲得していた。

2019年シーズン、第3週のタンパベイ・バッカニアーズ戦でジェイミス・ウィンストンからキャリア初となるサックを記録した。
2022年シーズン開幕前にジャイアンツから5年目の契約オプションを行使された。このシーズンは自己最多となる7.5サックを記録し、自身初となるプロボウル、オールプロセカンドチームに選出された。
2023年5月4日、ジャイアンツと6,000万ドルが保証された4年9,000万ドルの契約延長に合意した。
2024年シーズンは開幕から7試合の時点で自己最高を更新する9サックを記録していたが、第13週のダラス・カウボーイズ戦で左肘を負傷し、終盤5試合を欠場した。3年連続となるプロボウルに選出された。